# Història de la computació a Catalunya
La història de la computació a Catalunya forma part de la història de la computació, però des d'un punt de vista focalitzat especialment en Catalunya i la resta de l'estat espanyol i la península Ibèrica, dins els quals el territori català (especialment Barcelona) va ser pioner en la implementació de les noves tecnologies informàtiques. Aquest article pretén abarcar des dels primers antecedents de la informàtica fins a l'actualitat, centrant-se en els seus antecedents i el procés d'informatització que va tenir lloc als anys 60 i 70.

## Antecedents tecnològics: màquines de càlcul i preordinadors
Tot i que les bases teòriques de la informàtica es remunten a Charles Babbage i Ada Lovelace, cal tenir en compte abans la presència d'antecedents en forma dels primers sistemes analògics de càlcul i l'emmagatzematge d'informació de manera binària. L'estreta relació de l'economia catalana amb la indústria tèxtil va facilitar l'arribada precoç de tecnologies com el Teler de Jacquard, creant-se així un fonament tecnològic propici a la implementació de la informàtica.

### Targetes perforades: del teler i la pianola a l'automatització
Tot i que no hi ha informació exacta de la seva arribada, l'ús generalitzat dels telers de Jacquard es pot documentar a partir de l'any 1842, i a finals del segle xix s'havia implementat a les indústries del cotó, la llana i la seda. Els telers, al fer servir targetes perforades per emmagatzemar complexos patrons, poden ser considerats sistemes d'emmagatzematge binari d'imatges, on les opcions 0 i 1 corresponen a la presència o absència de fil. El sistema pot arribar a reproduir retrats, com és el cas dels diversos quadres que es conserven a Catalunya a espais com el Museu d'Història de Sabadell, el Museu de l'Estampació de Premià de Mar o el FAD, on es troba el primer retrat teixit per un català l'any 1862: l'empresari de la seda Benet Malvehy i Piqué.
Un altre antecedent va ser la pianola: un piano al qual s'agreguen elements mecànics i pneumàtics per reproduir automàticament la música perforada en un rotllo de paper. Si el teler de Jacquard era un sistema binari d'emmagatzematge d'imatges, la pianola permet emmagatzemar notes musicals. Tot i que no es pot assignar la seva invenció a una persona concreta, s'atribueix a Edwin Scott Votey la construcció de la primera pianola el 1895. Poc després va ser comercialitzada mundialment per l'Aeolian Company el 1898.
A Catalunya, l'any 1905 va ser creada la primera productora de rotlles de pianola: la fàbrica "La Solfa", fundada a La Garriga per Joan Baptista Blancafort (pare del compositor Manuel Blancafort, la formació musical del qual es va veure marcada per haver treballat a la fàbrica del seu pare traslladant les notes dels pentagrames a les cintes contínues de la pianola). La indústria, productora de rotlles Victòria, exportava la seva producció a Europa, Amèrica i Oceania, i va arribar a produir més de quatre-mil obres entre 1919 i 1930.
A inicis del segle xxi, la troballa de més de 2000 rotlles de pianola a una masia del Priorat va propiciar la creació del Pianola Roll Digitizer, una nova tecnologia per digitalitzar la música emmagatzemada en rotlles perforats. La investigació liderada per la Universitat Autònoma de Barcelona va trobar obres inèdites de Manuel Blancafort i Frederic Mompou, signades sota pseudònim, algunes de les quals daten de 1914.
Una de les pianoles més antigues que es conserven a Catalunya és la de la Biblioteca de Catalunya, adquirida l'any 2009 juntament amb 74 rotlles: un model Apollo Player Piano construït per la "Melville Clark Co." l'any 1913, un dels primers models capaços de reproduir 88 notes, el mateix nombre que un piano. Originalment pertanyia a Isabel de Urruela, marquesa de Retes, membre de la família Arnús-Sert.
A partir d'aquest punt, la història de la informàtica universal divergeix en dues direccions que no s'acabaran trobant fins Alan Turing: per una banda, Charles Babbage i Ada Byron van desenvolupar les bases teòriques per la creació de màquines computadores binàries (Lovelace va ser qui suggerí l'ús de targetes perforades per introduir algorismes que ella mateixa havia ideat). Per una altra, les targetes perforades continuen trobant usos industrials: és el cas de Herman Hollerith, que després d'incorporar la màquina tabuladora al cens dels Estats Units va fundar la Tabulating Machine Company, que acabaria convertint-se en IBM.

### Màquines tabuladores i de càlcul
La màquina tabuladora de Herman Hollerith combinava les targetes perforades amb l'àlgebra de Boole: la conversió al codi binari corresponia a assignar valors "cert" o "fals" a la presència o absència d'orificis a la targeta, que formava part d'un circuit elèctric que quedava tancat fins que la targeta actuava com a aïllant elèctric on no hi havia forats.
La primera màquina tabuladora en arribar a Catalunya va ser adquirida per l'Ajuntament de Barcelona l'any 1926: un model "Samas”. Durant els anys següents van començar a crear-se empreses i fàbriques dedicades a la construcció d'aquest tipus de màquines, com és el cas de "Máquinas Comerciales Watson", les oficines de la futura IBM creades a Barcelona el 1941; o de l'empresa barcelonina "Guillermo Truniger, SA", fabricant de màquines tabuladores des de 1953. També la italiana Olivetti, originalment fabricant de màquines d'escriure que acabaria manufacturant ordinadors, havia creat la seva primera filial estrangera, Hispano Olivetti, al Poblenou l'any 1929.
Aquesta presència industrial resulta significativa perquè va facilitar, a partir de l'arribada de la tecnologia informàtica durant els anys 60, la producció de peces i components d'ordinador en territori català, a partir de la re-especialització d'empreses ja dedicades al sector del càlcul i la tabulació. És el cas de la catalana Telesincro, fundada per Joan Majó, que originalment fabricava components electrònics (quadres elèctrics, automatismes per la indústria tèxtil, components d'ascensor…) i va passar a dedicar-se a la informàtica l'any 1966 després de conèixer la tecnologia de Philips. Un altre exemple és Seresco, creada a l'abril de 1962 a Barcelona, que va ser refundada al Principat d'Astúries l'any 1969 per dedicar-se principalment al desenvolupament de programari.

### Aportacions teòriques
Continuant la via teòrica oberta per Babbage, a inicis del segle XX trobem diverses innovacions a l'estat espanyol que no van arribar a aplicar-se en la pràctica. L'enginyer Leonardo Torres Quevedo va establir els principis teòrics de l'automàtica, trobant una aplicació pràctica per a les màquines de càlcul planejades per Charles Babbage. Torres Quevedo va proposar fer servir relés electromecànics en comptes de rodes mecàniques, però no va veure potencial industrial en les seves troballes, que no s'aplicarien fins més endavant. Contemporàniament, el català Paulí Castells i Vidal va patentar l'any 1908 una balança algebraica que acabà perfeccionant el 1932 amb el polispast algèbric.
A finals dels anys 40, l'acadèmic Ángel González del Valle va recuperar les bases de l'automàtica, i d'aquesta nova iniciativa acadèmica van sorgir una generació d'innovadors que, als anys 50, van aconseguir unir teoria i indústria. Destaquen dos catalans, l'enginyer Gabriel Ferraté i Pascual i el físic José García Santesmases. Santesmases va desenvolupar els circuits ferroressonants, que eren més petits i fiables que les vàlvules de buit i, per tant, una millora aplicable a les màquines de càlcul i control. La seva creació més reconeguda és la calculadora electrònica analògica l'any 1953, que va acabar donant lloc al primer miniordinador a l'Estat dos anys després. Amb tot, les seves aportacions es van veure limitades per la precarietat econòmica i l'endarreriment tecnològic a l'Estat espanyol durant el Franquisme, que va dificultar-ne l'aplicació pràctica.

## Anys 50-60: l'arribada de la computació
Malgrat l'elevada presència d'antecedents tecnològics, l'arribada de la computació a Catalunya va ser lenta. L'equip liderat per Alan Turing durant la Segona Guerra Mundial havia creat ja el 1943 el primer ordinador electrònic, i l'ENIAC, considerat habitualment la primera computadora plenament digital i operatiu des de 1947. Poc després ja s'havia posat en marxa la producció d'una primera generació de computadores, les Màquines von Neumann, comercialitzades mundialment durant la dècada de 1950, de les quals no en va arribar cap a Catalunya. Només una ho va fer a l'estat espanyol, adquirida per RENFE l'any 1958. No va ser fins a la segona generació de computadores que es va iniciar el lent procés d'informatització a territori català. De fet, s'ha considerat que l'arribada de la informàtica a Catalunya (i també a la resta de l'estat) la marca la Fira de Mostres de Barcelona de 1961, on es va presentar l'IBM 1401.

### Arribada d'empreses internacionals
El canvi de les vàlvules de buit per transistors BJT marca l'inici de la segona generació d'ordinadors. La mida molt més petita i les menors tensions d'alimentació dels transistors van provocar un canvi en la producció de computadors, al sorgir noves aplicacions gràcies a la seva menor mida, cost i manteniment. L'any 1964 el model IBM 360 inaugura la tercera generació, amb el circuit integrat, que millora encara més la practicitat dels ordinadors. La velocitat d'aquests canvis no es reflecteix encara a Catalunya, on dos dels primers ordinadors comprats per a ús comercial son models IBM 360 instal·lats a Pegaso i La Seda de Barcelona.
Poc després va entrar al mercat de la computació la francesa Groupe Bull, que ja tenia presència a Catalunya a través de "Guillermo Truniger, SA", que havia adquirit la representació de les seves tabuladores l'any 1953. Durant la dècada dels seixanta van competir amb IBM amb la sèrie Gamma i la Sèrie 400, aquesta última resposta directa a l'IBM 360. També UNIVAC va tenir presència a aquest mercat primerenc.

### La creació d'un sector nacional: de l'educació a la indústria
A Catalunya, la creació d'un sector industrial dedicat a la informàtica és possible gràcies a la formació de tècnics i enginyers capaços d'especialitzar-s'hi. El Col·legi d'Enginyers Industrials de Catalunya va fundar l'any 1967 l‘Associació de Tècnics Informàtics, on enginyers de diferents formacions universitàries s'especialitzaren en aquesta creixent indústria necessitada de tècnics. No va ser fins a mitjan anys 70 que va sorgir una formació especialitzada en engineria informàtica, la Facultat d'Informàtica de Barcelona l'any 1976.
L'abans mencionat Gabriel Ferraté va ser una figura clau en aquest procés d'especialització i formació acadèmica. Va intervenir també en la fundació de l'Institut de Cibernètica, creat el 1975 a partir del Laboratori de Càlcul de l'Escola Tècnica Superior d'Enginyers Industrials de Barcelona, que ja era actiu des de 1958. D'aquí va sorgir EYSSA, que durant la dècada de 1950 ja havia fet tasques d'automatització (xarxes de semàfors i control de trànsit a Barcelona).
Amb tot, el sector català de la informàtica ja era actiu des d'inicis dels anys seixanta. Destaca el rol de la ja esmentada Telesincro. Inicialment dedicada a l'electrònica, va especialitzar-se en computació l'any 1966. Va ser, de nou, la indústria tèxtil catalana qui va ser motor de la innovació informàtica: Jumberca, una empresa catalana fabricant de telers, va encarregar la fabricació d'una computadora capaç de controlar els seus telers de forma automàtica. Basant-se en la màquina facturadora PRIMA de Philips, Telesincro va crear el 1967 el Factor-P, considerat el primer ordinador fabricat a l'estat espanyol. Aquest model va anar seguit dels Factor Q, R i S, que van anar incorporant nova tecnologia fins a posar-se a un nivell equiparable al de la competència internacional. La quota de mercat de Telesincro va anar creixent fins a la dècada de 1970, quan va entrar en crisi.
També destaca el paper de "MAPS Automatismes Electrònics", una altra empresa catalana que a partir de 1968 va fabricar ordinadors i dispositius de control industrial, com el Foxboro Fox 1, que va ser emprat per controlar la producció d'etilè a la planta petroquímica de Repsol a Tarragona durant vint anys.

## Dècada dels 70: cap a una informàtica global

### Crisi de la indústria incipient i control multinacional del mercat
Durant els anys 70, una sèrie de factors van provocar la crisi de les empreses catalanes sorgides a la dècada anterior. En primer lloc, cal tenir en compte el paper de la crisi de 1973, que va suposar una major dificultat per trobar capital i inversió. També va tenir un paper negatiu les polítiques d'aduanes de l'estat sota el règim franquista, que afavorien la importació estrangera per comptes de la fabricació: no hi havia barreres per a l'arribada d'ordinadors, però sí que es penalitzava la compra dels circuits necessaris per a la construcció de computadores dins l'estat.
El causant més important, però, va ser la competència internacional de grans empreses com IBM, amb més recursos per a la innovació, i que per tant podien estar sempre per davant de les indústries catalanes. L'any 1974, IBM va crear al País Valencià la seva primera fàbrica d'ordinadors a la península, integrant així el territori a la seva xarxa de producció europea. Això coincidí amb la crisi de les empreses locals (Telesincro va haver de ser adquirida per l'INI el 1976, la Fàbrica Piher va anar perdent participació en el seu paper com a productora de components informàtics i va entrar a la dècada dels 80 en una greu crisi). Secoinsa, fundada el 1975 a partir de la col·laboració de l'INI, Telefònica i la japonesa Fujitsu (i que per tant tenia integrada l'antiga Telesincro), havia de convertir-se en una gran productora d'ordinadors a nivell estatal, però va acabant entrant en conflicte intern quan els executius de Fujitsu la van convertir en una manera d'introduir els seus productes al mercat.

### El microprocessador: iniciatives d'investigació i fallida comercial
A més, a partir de 1971 havia arribat la quarta generació d'ordinadors, amb el microprocessador d'Intel 4004: un processador miniaturitzat fins al punt d'incorporar totes o la major part de les seves funcionalitats en un únic circuit integrat. Aquest nou sistema va portar a la creació de noves empreses com Apple, i a partir de 1981 va suposar l'arribada de la informàtica personal. És en aquest punt on la competència de les multinacionals acaba deixant enrere les empreses locals.
Una primera iniciativa de crear un microprocessador la va fer l'ingenier català Manel Puigbó, que el 1973 dissenyà el Kentelek 8. També Jordi Ustrell va crear una microcomputadora, però cap d'aquestes dues iniciatives van acabar convertint-se en productes comercials competitius. El P´tit, fabricat per l'empresa de Granollers EINA, tampoc no va prosperar al mercat.
En d'aquest punt podem trobar una reestructuració de l'àmbit de la informàtica català, que a partir de la dècada de 1980 accepta la internacionalització del mercat i se centra en la recerca.

## Anys 80-actualitat: Aposta per R+D+I
La dècada de 1980 va estar marcada per grans canvis socioeconòmics a Catalunya. L'economia va entrar en un ràpid desenvolupament, i el sector industrial es va modernitzar i posar al nivell de la resta de països europeus. Tant el govern central de Felipe González com la Generalitat sota el mandat de Jordi Pujol van apostar per la recerca i desenvolupament, especialment en el seu suport a les tecnologies de la informació. El Pla Electrònic i Informàtic Nacional i la Llei d'Ordenació de les Telecomunicacions van crear un clima propici a la inversió estrangera, i van atraure companyies com Olivetti i Hewlett-Packard, que van presentar projectes de fàbrica a Barcelona.

### Supercomputació i tecnologia de la informació
Com s'ha apuntat anteriorment, destaca a Catalunya la creació d'iniciatives d'investigació. La UPC va ser pionera en la tecnologia d'ordinadors paral·lels: l'any 1976 van començar a estudiar el fenomen de manera teòrica, i el 1984 van adquirir una màquina de 54 processadors.
El 1991, la Generalitat i la UPC, juntament amb el Ministeri d'Educació, van crear el CEPBA (Centre Europeu de Paral·lelisme de Barcelona), un organisme clau en l'I+D català. Juntament amb el CESCA (originalment Centre Europeu de Supercomputació de Catalunya, ara Centre de Serveis Científics i Acadèmics de Catalunya), ha esdevingut un organisme central en la coordinació de projectes de recerca en l'àmbit europeu. La supercomputació consisteix en l'ús d'ordinadors de tecnologia avançada, molt superior a la d'una computadora comú. El 1995, es va instal·lar el primer equip amb processadors escalars, amb una capacitat de càlcul molt superior a la vectorial.

### L'arribada d'internet: cap a un espai digital català
La història global d'internet es remunta a finals dels anys 60, al projecte ARPANET de l'exèrcit estatunidenc. A Catalunya, però, els primers intents pioners van arribar a finals dels anys 80. El 1985 la UAB es va incorporar a la xarxa FAENET, un projecte a nivell estatal que unia diversos ordinadors en un servidor amb correu electrònic, transferència d'arxius i terminals remots. En aquesta fase inicial cal destacar el paper del CERN com a impulsor de la iniciativa. Entre 1990 i 1991 s'havia creat una xarxa acadèmica i professional de 1000 ordinadors a tot l'estat fent servir aquesta tecnologia.
El primer servidor (fent servir la tecnologia Gopher) creat a l'estat va sorgir a Catalunya, concretament a la Universitat Jaume I i dirigit pel pioner Jordi Adell, l'any 1993. Poc després la tecnologia va permetre un canvi en l'ús d'internet: va passar de ser vist com una eina exclusiva a la recerca i l'àmbit acadèmic, i va començar a obrir-se al públic. Entre 1994 i 1995 van arribar els primers proveïdors d'internet comercials, entre els quals destaca Infovia de Telefònica.
És en aquest moment que s'inicia també la cursa dels mitjans de comunicació catalans per garantir un espai a la xarxa. El primer mitjà a digitalitzar-se fou El Temps, amb el suport de la Universitat Politècnica de Catalunya. El juny del 1995 els periodistes Vicent Partal i Assumpció Maresma van impulsar la iniciativa Infopista, que acabaria convertint-se en l'actual VilaWeb. Infopista era un directori de recursos existents a la xarxa en català, que actuava com a portal d'internet, que el 1996 es va convertir en el primer diari plenament digital en català, i que es manté entre les primeres posicions del sector a l'actualitat. Altres iniciatives inicials inclouen Osona.com (1996), que va acabar convertint-se en l'actual Nació Digital; així com la creació de versions virtuals de l'Avui i El Periódico de Catalunya. A inicis dels anys 2000, amb l'arribada de l'ADSL, es va incrementar exponencialment el nombre d'internautes, i també de mitjans digitals com ara Tribuna Catalana, Comunicació21.cat, Teatralnet, Eldebat.cat (ara Crónica Global), El Singular Digital (ara El Món), directe!cat (ara La República) i Tribuna Catalana. Alguns d'aquests mitjans pioners han sobreviscut fins a l'actualitat. Cal destacar el paper de l'Associació de Mitjans d'Informació i Comunicació (originalment Associació Catalana de la Premsa Gratuïta i Mitjans Digitals), així com de la Fundació puntCat, en la creació d'un espai digital en llengua catalana